# تركيبية

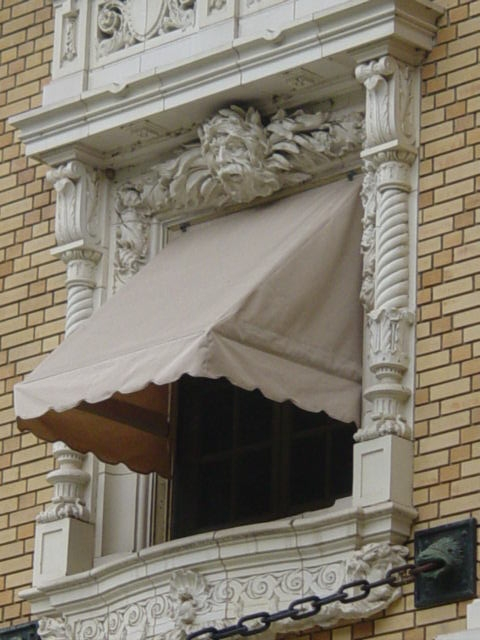
التركيبية في العمارة

التركيبية (بالإنكليزية Eclecticism) مذهب فكري لا يلتزم بإطار واحد أو مجموعة معينة من الأفكار بل يستمد من نظريات وأنماط وأفكار مختلفة من أجل إعطاء نظرات تكميلية عن الموضوع، أو يعتمد على نظريات مختلفة في حالات معينة. ولكن هذا يكون بالعادة دون أسس أو قوانين توضح أي نظريات تم جمعها أو كيف تم جمعها.
يمكن في بعض الأحيان رؤيتها كمفتقرة للإبداع أو البساطة، ويتم انتقاد التركيبيين في العادة لافتقار تفكيرهم للانتظام. إنها رغم ذلك شائعة في العديد من فروع الدراسة. على سبيل المثال، أغلب علماء النفس يتقبلون سمات معينة من السلوكية، ولكن لا يحاولون أن يستخدموا النظرية لشرح جميع سمات سلوك الإنسان قاطبةً.
التركيبية في علم الأخلاق، الفلسفة، والدين معروفة أيضاً باسم التوفيق بين المناهج.

## في الفيلولوجيا
في النقد النصي تشير الانتقائية التركيبية إلى فحص عدد كبير من الشواهد واختيار القراءة التي تبدو الأفضل. ينتج عن ذلك نص فيه قراءات من عدة مخطوطات. في منهج بشكل تام تركيبي، لا يتم نظرياً تفضيل شاهد واحد. بدلاً عن ذلك، الناقد ينشئ آراءاً عن شواهد فرديين، معتمداً على الأدلة الخارجية والداخلية.
منذ منتصف القرن التاسع عشر، التركيبية، والتي فيها لا يوجد انحياز مسبق لمخطوطة فردية، أصبحت الطريقة المهيمنة لتحرير النص الإغريقي للعهد الجديد (حالياً، مجتمع الإنجيل الموحد، الطبعة الرابعة، ونيسل ألاند، الطبعة السابعة والعشرين). رغم ذلك، المخطوطات الأكثر قدماً، والتي هي من النوع الألكسندري للنصوص، هي الأكثر تفضيلاً، والنص النقدي لديه طابع ألكسندري.

## في العمارة
هو مصطلح معماري ولد واستمر طوال القرن التاسع عشر وجزء من القرن العشرين.
في هذا النمط هناك تجميع للعناصر المعمارية والسمات الرئيسية للأشكال والتصميمات الفنية السابقة، وتكيفها مع أي معنى. غالبا ما تبدو في غير محلها، حيث تمثل شكل لا يمثل المضمون. عموما شملت أشكال من الكلاسيكية، القوطية و/ أو الرومانية. في الواقع يشهد القرن التاسع عشر تنفيذ أعمال متنوعة من الكلاسيكية الجديدة (اليوناني الجديد أو عصر النهضة الجديد)، والمحافظين الجدد على الطراز القوطي، الرومانيك الجديد والبيزانتيني الجديد، لا يقل تأثير إحياء أسلوب الباروك، وخاصة في الولايات المتحدة، والعمارة المصرية.